# Uros
Gli Uros sono una popolazione preincaica peruviana.
I primi Uros si sono spostati dalle sponde del lago Titicaca sul lago stesso, per sfuggire ai loro vicini bellicosi, tra i quali il popolo degli Inca. Hanno cominciato a costruire un arcipelago di isole artificiali con canne di totora (Schoenoplectus californicus), una pianta acquatica locale, e lo hanno ancorato al fondo del lago. Queste particolari isole sono dette "fluttuanti" (in spagnolo, Islas Flotantes) in quanto possono salire e scendere seguendo il livello del lago, ed inoltre i loro abitanti possono levare le ancore e spostarle come fossero delle chiatte.
All'inizio l'etnia Uros era unica, con un suo sistema sociale e religioso, e pure la lingua era diversa dai loro vicini che parlavano aymara, e dai bellicosi Inca che conquistarono le sponde del lago e che parlavano invece quechua. Ora però gli Uros di stirpe pura sono spariti; erano infatti un popolo aperto e pacifico, e tramite scambi commerciali con gli altri abitanti del lago e successive unioni miste, un po' alla volta le caratteristiche del popolo sono andate perdute.
L'ultima rappresentante di questa etnia è morta negli anni settanta, mentre ora vive sulle isole una popolazione di lingua aymara.

## Etimologia
Il termine Uros deriva dall'aymara "qhana uru", letteralmente "giorno chiaro". Inoltre, vengono chiamati anche con i nomi Jas-Shoni (uomini dell'acqua) e Kat'suna (uomini del lago).

## Lingua
La lingua originale degli Uros è oggi estinta. Con il passare del tempo, la lingua più utilizzata divenne l'aymara, unito allo spagnolo. Infatti, in seguito al mescolarsi con l'etnia aymara e a causa dell'influenza europea, la maggior parte degli Uros adottarono le lingue aymara e quechua e lo spagnolo, perdendo così la loro lingua madre.

## Storia

### Origine
Garci Diez de San Miguel, studioso del XVI secolo, descrisse gli Uros come una popolazione povera che vive in prossimità del lago Titicaca, che si nutre prevalentemente di totora e di cacciagione locale e che, quando ha bisogno di lavorare, aiuta la vicina popolazione aymara nell'agricoltura.
Le origini di questo gruppo etnico, diverse da quelle degli Inca e degli Aymara, risalgono a epoche anteriori alla nascita degli Inca.
Alcuni studiosi ritengono che la popolazione Uros discenda dai primi popoli che abitarono l'America, altri, quali Luis Lumbreras, ritengono che gli Uros siano originari della Polinesia, per poi stanziarsi nei territori costieri dell'America del Sud. L'etnologo francese Paul Rivet condusse degli studi analizzando il DNA degli Uros e confrontandolo con quello di altre popolazioni, individuando delle somiglianze con il gruppo etnico degli Arawak. Questa ipotesi è rafforzata dal fatto che il piquina, lingua originale degli Uros, è simile alla lingua parlata dalla tribù Arawak.
Il primo luogo in cui gli Uros si stanziarono fu il lago Uru Uru (attualmente la città di Oruro), situato in Bolivia. Successivamente si spostarono in Perù, e nel caso del Titicaca persero la purezza etnica, mescolandosi con le popolazioni di etnia quechua e aymara. Tuttavia, oggi gli Uros continuano a praticare le usanze originarie del loro popolo, sebbene con forte influenza aymara.

### Influenza europea
Ai tempi della colonizzazione europea, circa il 27% della popolazione che risiedeva presso Puno era di etnia Uros, ed essendo popolazione povera che viveva di sussistenza pagavano meno imposte ai colonizzatori europei. A causa della scarsa quantità di tributi che venivano pagati, gli Uros erano costretti a lavorare nelle miniere dell'attuale Bolivia in condizioni disastrose: solo il 10% circa della popolazione sopravviveva.
Per questo motivo, gli Uros decisero di stanziarsi definitivamente all'interno delle acque del lago e a ribellarsi alle persecuzioni degli oppressori che si erano stabiliti in prossimità di Puno. Nel 1688, un gruppo Uros compì un attacco contro gli oppressori, demolendo la chiesa di Zepita. 
Tali ribellioni erano severamente punite dagli europei: utilizzare costumi, lingua e usi tipici dell'etnia Uros era motivo di persecuzione, a tal punto che gli Uros iniziarono a perdere a poco a poco la propria identità.

### Novecento
Terminata la dominazione europea, nel 1975 le restanti popolazioni di lingua aymara si stabilirono legalmente nella baia di Puno in una comunità, riconosciuta ufficialmente dallo stato come Comunità degli Uros Chulluni.

## Galleria d'immagini

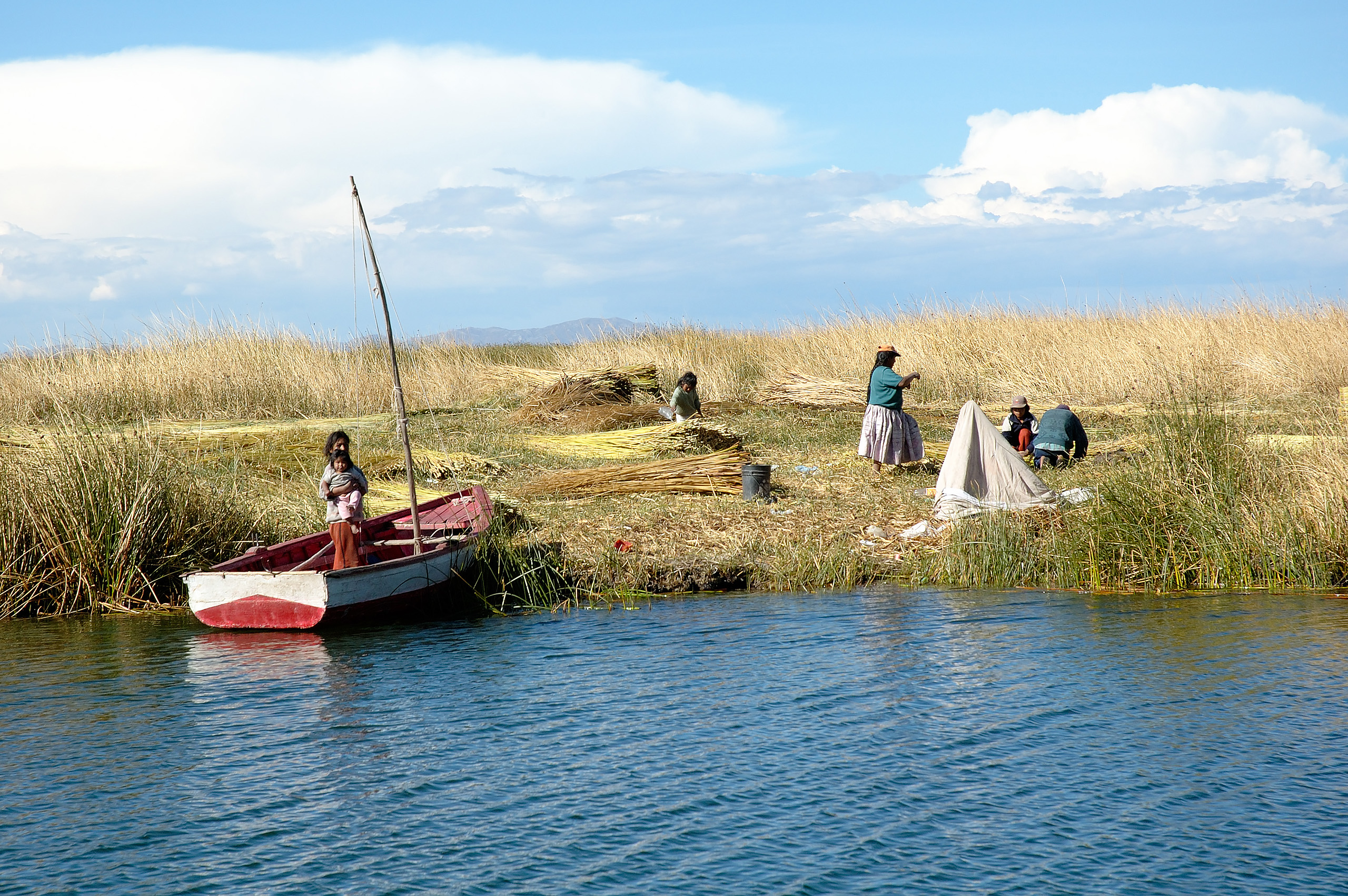
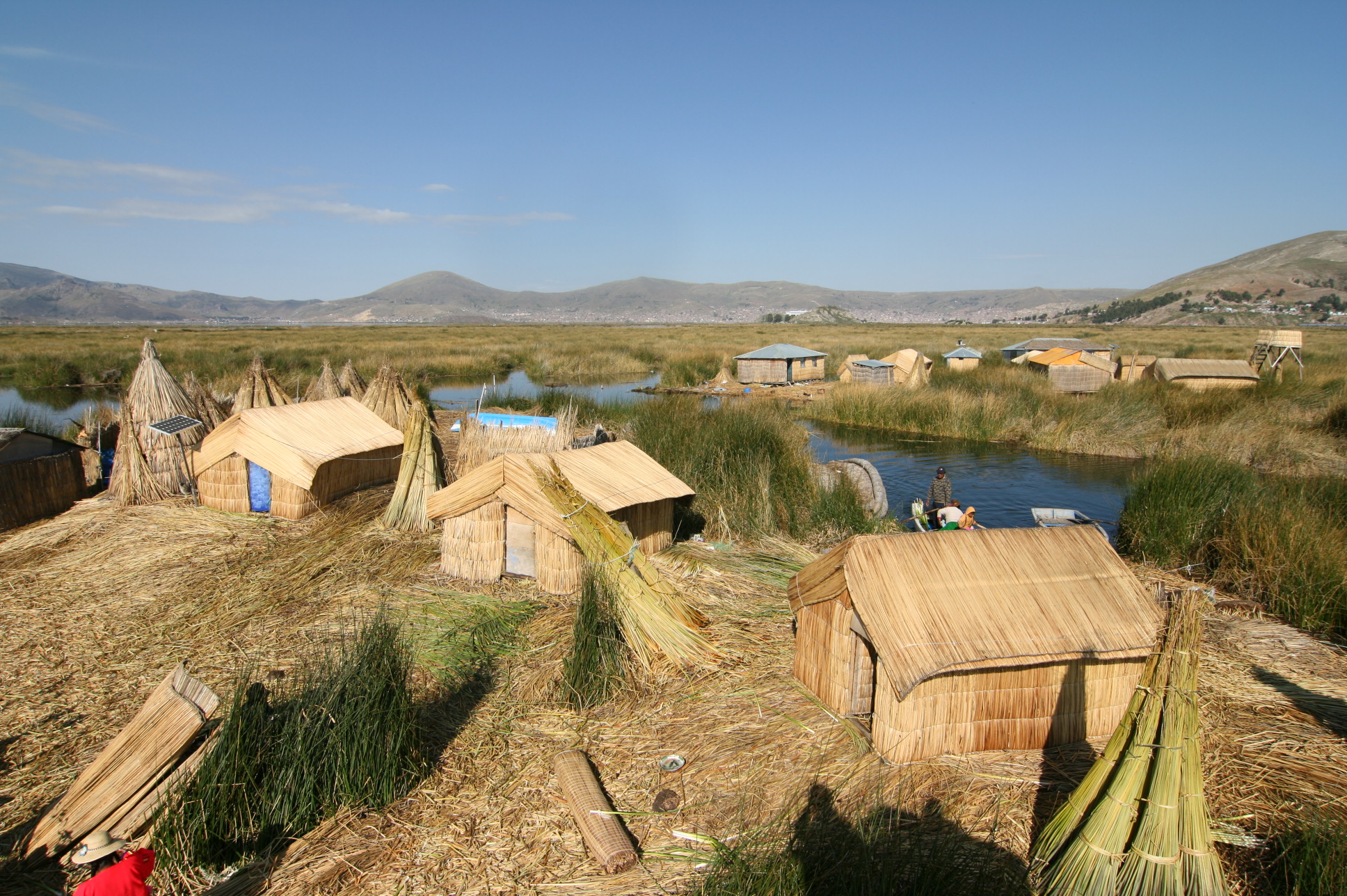
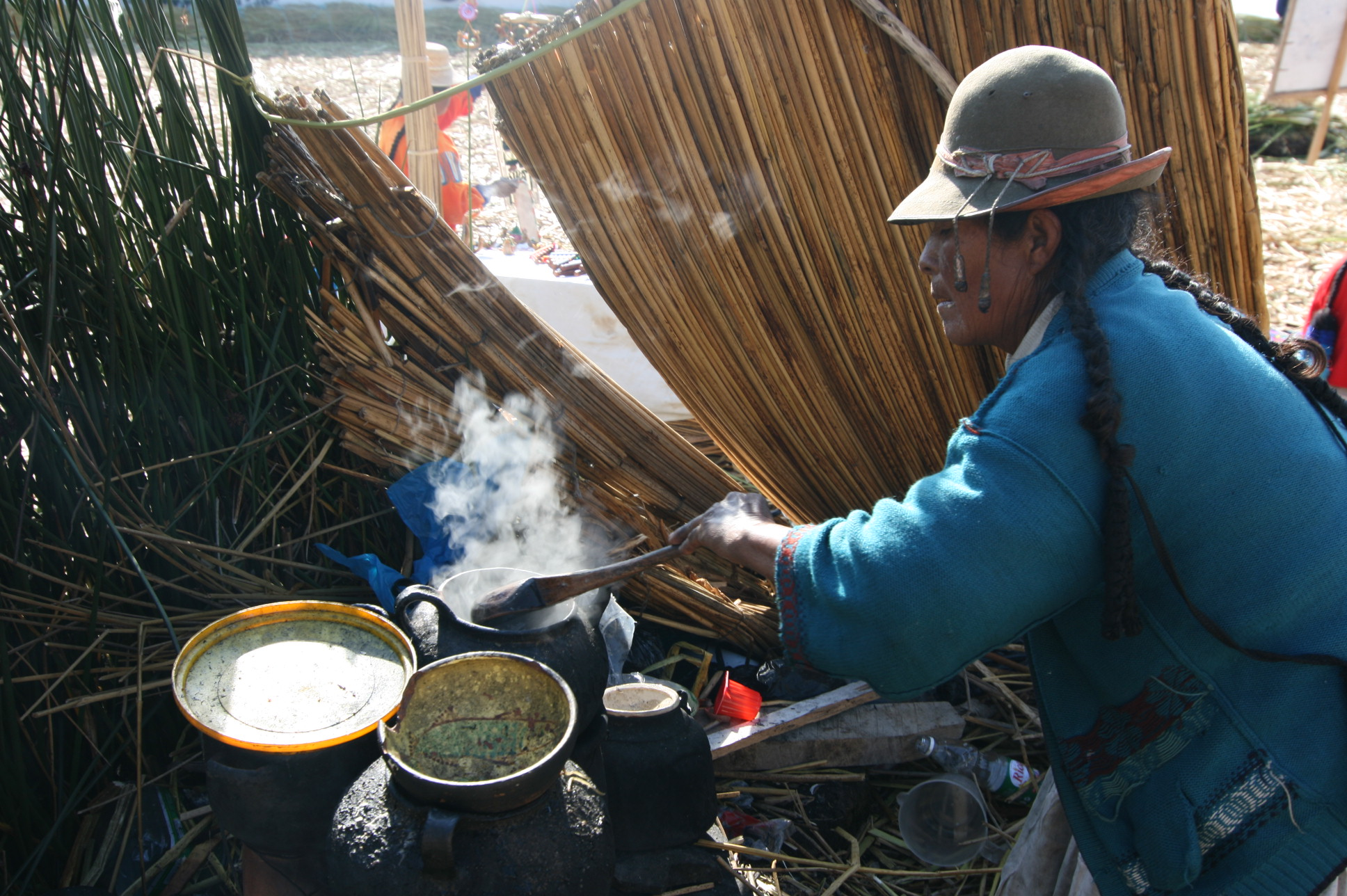
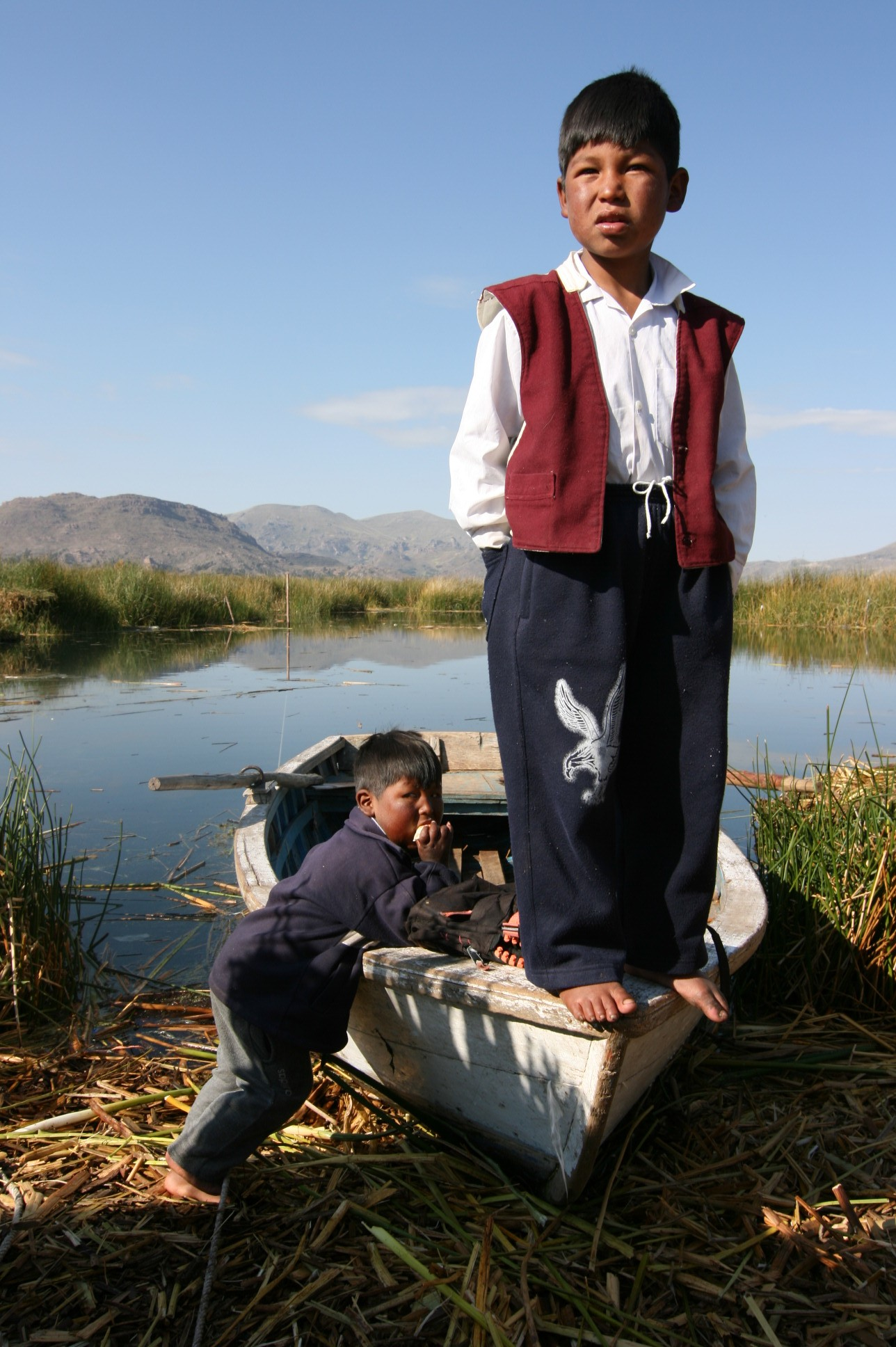